# Melanin-koncentrirajući hormon
Melanin-koncentrirajući hormon (MCH) je ciklični 19-aminokiselina dug oreksinogeni hipotalamusni peptid originalno izolovan iz hipofize košljoriba gde kontroliše pigmentaciju kože.
Kod sisara on učestvuje u regulaciji načina ishrane, raspoloženja i balansa energije. Neuroni koji izražavaju MCH su locirani unutar lateralnog hipotalamusa i zona incerta. Uprkos te ograničene distribucije MCH neuroni su široko projektovani u mozgu. MCH nokaut miševi su hipofagni (manje jedu) i mršavi. Kad se centralno administrira on povećava unos hrane i telesnu težinu.

## Literatura
1. ↑  Songzhu An; Gene Cutler; Jack Jiagang Zhao; Shu-Gui Huang; Hui Tian; Wanbo Li; Lingming Liang; Miki Rich; Amy Bakleh; Juan Du; Jin-Long Chen & Kang Dai (19. 6. 2001). „Identification and characterization of a melaninconcentrating hormone receptor” (PDF). PNAS. 98 (13): 7576—7581.[мртва веза]
2. ↑  Hervieu G. (2003 Aug). „Melanin-concentrating hormone functions in the nervous system: food intake and stress.”. Expert Opin Ther Targets. 7 (4): 495—511. Проверите вредност парамет(а)ра за датум: |date= (помоћ)

## Spoljašnje veze
- melanin-concentrating+hormone на 

|  | Molimo Vas, obratite pažnju na važno upozorenje u vezi sa temama iz oblasti medicine (zdravlja). |